# Породний масив
Поро́дний маси́в (рос. породный массив, англ. rock mass, нім. Gesteinskörper m, Gebirgskörper m) — (скорочено «масив») — інтрузивне тіло, форма і умови залягання якого точно не встановлені. У гірничотехнологічному розумінні визначається як ділянка земної кори, в межах якої локалізуються напруження і деформації, зумовлені наявністю гірничих виробок та навантаженнями, що виникають від руйнуючих впливів у процесі видобування корисної копалини. До проведення гірничих виробок П.м. називають незайманим (неторканим) масивом.